# ملفين سمول
ملفين سمول (بالإنجليزية: Melvin Small)‏ هو مؤرخ أمريكي، ولد في 14 مارس 1939.